# Indigofera elandsbergensis
Indigofera elandsbergensis är en ärtväxtart som beskrevs av Phillipson. Indigofera elandsbergensis ingår i släktet indigosläktet, och familjen ärtväxter. Inga underarter finns listade i Catalogue of Life.